# Euodynerus schwarzi
Euodynerus schwarzi är en stekelart som först beskrevs av Karl V. Krombein 1962.
Euodynerus schwarzi ingår i släktet kamgetingar, och familjen Eumenidae. Inga underarter finns listade i Catalogue of Life.